# Dead or Alive (spelserie)
Dead or Alive, även DOA, är en serie fighting- och sportspel utvecklade av Tecmo. Sportspelen har tillägget "Xtreme".
Bayman är en karaktär i spelet. Bayman är av ryskt ursprung och har jobbat som professionell lönnmördare.
Nintendo 3DS-spelet Dead or Alive: Dimensions blev inte släppt i Sverige, Danmark och Norge på grund av de svenska lagarna om barnpornografi.

## Spelkaraktärer
- Bayman
- Leon
- Zack
- Kasumi
- Ayane
- Tina
- Christie
- Helena
- Ryu Hayabusa